# Старе Чернове
Старе Чернове (біл. вёска Старае Чэрнеўа) — село в складі Логойського району Мінської області, Білорусь. Село підпорядковане Гайнинській сільській раді і розташоване в північній частині області.